# لهستان در المپیک تابستانی ۲۰۰۴

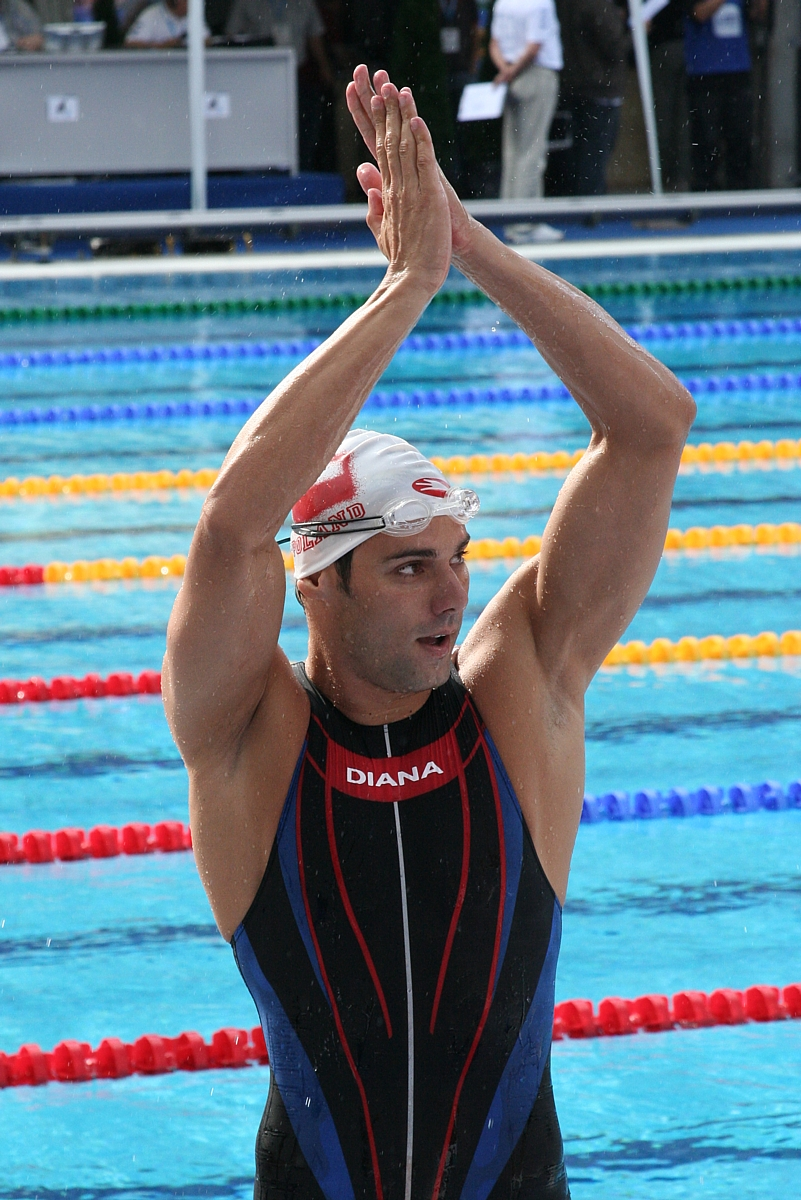
بارتوش کیزیروفسکی

لهستان در بازی‌های المپیک تابستانی ۲۰۰۴ که در شهر آتن یونان برگزار شد، کاروان لهستان با ۱۹۴ ورزشکار در این رقابت‌ها شرکت کرد و موفق به کسب ۱۰ مدال (۳ طلا، ۲ نقره، ۵ برنز) شد. در جدول رتبه‌بندی توزیع مدال‌ها، لهستان در ردهٔ ۲۳ مسابقات قرار گرفت.